# Apistobranchus
Apistobranchus is een geslacht van borstelwormen uit de familie van de Apistobranchidae. De wetenschappelijke naam van het geslacht werd voor het eerst geldig gepubliceerd in 1883 door Levinsen.

## Soorten
- Apistobranchus fragmentata (Wesenberg-Lund, 1951)
- Apistobranchus glacierae Hartman, 1978
- Apistobranchus jasoni Neal & Paterson, 2020
- Apistobranchus ornatus Hartman, 1965
- Apistobranchus tenuis Orrhage, 1962
- Apistobranchus tullbergi (Théel, 1879)
- Apistobranchus typicus (Webster & Benedict, 1887)

### Synoniemen
- Apistobranchus gudrunae Hartmann-Schröder & Rosenfeldt, 1988 => Apistobranchus glacierae Hartman, 1978
- Apistobranchus gundrunae => Apistobranchus gudrunae Hartmann-Schröder & Rosenfeldt, 1988 => Apistobranchus glacierae Hartman, 1978